# 무주공용버스터미널
무주공용버스터미널은 전북특별자치도 무주군 무주읍 한풍루로 351 (당산리 1229)에 위치한 대한민국의 시외버스 터미널이다. 지상 2층으로 구성되어 있으며, 지상 1층은 매표소, 승차홈, 각종 상업시설, 2층은 내과, 안과등이 위치해 있다.
1972년 정류장 사업면허를 취득해 운영하기 시작했으며, 당시에는 무주읍 전간도로에 위치해 있었다. 그러다 도로 협소 및 이용객의 불편사항을 해소하기 위해 교통부로부터 이전대상으로 선정돼 1989년 무주읍 당산리 1,229번지 등 6필지(부지 6,123m2, 건물 연면적 1,362.4m2)로 이전했다. 무주공용터미널 시설기준은 하루 이용객이 3,000∼4,001명 기준으로 1989년 건립됐으나 현재 일일 이용객은 평일 1,200여명, 장날과 주말은 1,500여명으로 매년 대중교통을 이용하는 인구가 감소하는 추세를 보여 버스터미널 사업자가 운영에 어려움을 겪고 있다.

## 운행 노선

### 시외버스
| 운행 노선       | 운행업체          | 운행구간 | 운행구간 | 운행구간 | 경유지                               | 배차 간격 | 시간표                                      |
| --------------- | ----------------- | -------- | -------- | -------- | ------------------------------------ | --------- | ------------------------------------------- |
| 무주 ↔ 광주     | 전북고속          | 무주     | ↔        | 광주     | 안성, 장계, 장수, 번암, 남원, 문화동 | 5회       | 06:45, 12:05, 13:50, 15:50, 17:40           |
| 무주 ↔ 구천동   | 전북고속          | 무주     | ↔        | 구천동   | 설천                                 | 7회       | 첫차:08:10(무주 기준) 막차:19:25(무주 기준) |
| 무주 ↔ 금산     | 전북고속          | 무주     | ↔        | 금산     | 무정차                               | 3회       | 09:00, 12:10, 17:25                         |
| 무주 ↔ 대전     | 전북고속          | 무주     | ↔        | 대전     | 무정차                               | 30~50분   | 첫차:07:00(무주 기준) 막차:20:40(무주 기준) |
| 무주 ↔ 서울남부 | 전북고속 금남고속 | 무주     | ↔        | 서울남부 | 무정차                               | 6회       | 08:00, 09:45, 11:05, 14:40, 15:35, 17:45    |
| 무주 ↔ 영동     | 전북고속          | 무주     | ↔        | 영동     | 학산                                 | 회        |                                             |
| 무주 ↔ 전주     | 전북고속          | 무주     | ↔        | 전주     | 적상, 안성, 계북, 장계, 천천, 진안   | 5회       | 07:55, 08:40, 13:10, 15:00, 18:45           |
| 무주 ↔ 전주     | 전북고속          | 무주     | ↔        | 전주     | 적상, 안천, 진안                     | 4회       | 10:10, 12:30, 16:20, 17:50, 19:40           |

### 농어촌버스
- 무주군의 농어촌버스 (무진장여객)

| 방면              | 경유지 |
| ----------------- | --- |
| 안성, 장계 방면   | 가목, 길왕, 서창, 적상, 마산, 사교, 안성, 이목, 공진, 원촌, 파곡, 외림, 계북, 매계, 장계                                                                         |
| 설천, 구천동 방면 | 오산, 왕정, 하장백, 상장백, 기곡, 하길산, 상길산, 청량리, 진평, 설천, 라제통문, 구산, 월현, 마전, 파회, 구천동, 상오정                                           |
| 무풍, 덕지 방면   | 설천, 라제통문, 이남, 장덕리, 일성콘도, 무풍, 철목, 지성리, 사동, 묘암, 실미, 속동, 원산, 오산, 한치, 안실, 갈마, 복수, 덕지, 금척, 마덕, 계부, 덕산, 대덕, 부평 |
| 부남 방면         | 적상, 이원리, 삼유리, 장안리, 식암리, 고창리, 유평, 부남, 용포, 잠두, 굴암리, 기당리, 하평당, 상평당, 대티, 대유, 부남, 유평, 고창리, 식암리, 장안리, 신대       |
| 설천, 미천리 방면 | 설천, 나림, 대불리, 미천리 |
| 굴암리 방면       | 굴암입구, 상굴암 |
| 괴목 방면         | 유속, 북창, 내창, 초리, 한전, 중리, 괴목, 하조, 상조, 적상 |
| 상가리, 광포 방면 | 하가리, 중가리, 상가리, 광포 |
| 방이리 방면       | 적상, 여원, 삼유리, 고방리, 방이리, 이동다리, 공정, 용포리, 추동                                                                                                 |
| 상유리 방면       | 적상, 삼유리, 도유리, 성유리, 중유리, 상유리, 이동다리, 내동, 용포리                                                                                             |

- 영동군의 농어촌버스

| 방면      | 경유지       |
| --------- | ------------ |
| 영동 방면 | 학산, 영동역 |